# L'Amorosa
L'Amorosa is een plaats (frazione) in de Italiaanse gemeente Sinalunga.